# Féchy
Féchy és un municipi del cantó suís del Vaud, situat al districte de Morges.

## Geografia
El poble de Féchy se situa al cor de la Côte vaudoise, entre Morges i Nyon, cara al llac Léman i als Alps. El municipi s'estén del peu del Signal de Bougy fins a un centenar de metres del llac Léman, sobre una superfície 2,81 km².
El territori comunal es compon d'un 21% d'habitatges, un 7% de boscos i un 71% de vinyes i terres agrícoles, el sud del poble és travessat pel riu Eau Noire.